# Dmitry Antonovich Volkogonov
Dmitry Antonovich Volkogono (tiếng Nga: Дми́трий Анто́нович Волкого́нов; 22 tháng 3 năm 1928 – 6 tháng 12 năm 1995) là một nhà sử học và thượng tương người Nga, từng làm trưởng ban tâm lý chiến của quân đội Liên Xô. Tuy gắn bó với chủ nghĩa Stalin và chủ nghĩa Marx-Lenin suốt phần lớn sự nghiệp, Volkogonov về sau trở nên thù địch với chủ nghĩa cộng sản và hệ thống Xô viết trong những năm cuối đới cho tới cái chết vì ung thư của ông vào năm 1995.
Trong quá trình nghiên cứu tư liệu mật của Trung ương Đảng Cộng sản Liên Xô, Volkogonov đã phát hiện ra nhiều chi tiết trái ngược với chính sử Liên Xô và nền sùng bái cá nhân mà đã được xây dựng xung quanh Lenin và Stalin. Tư tưởng sử học của ông là đặc trưng của thời kỳ Glasnost ở Liên Xô vào những năm 1980 và hậu Xô viết trong những năm 1990.

## Công trình
- Mythical "Threat" and the Real Danger to Peace, Novosti Press Agency Publishing House, 1982
- The Psychological War, Progress Publishers, 1986
- The Army and Social Progress, Progress Publishers, 1987
- Stalin: Triumph and tragedy, Grove Weidenfeld, 1991 ISBN 978-0-8021-1165-4
- Volkogonov, Dmitry (1994). Lenin: A New Biography. Shukman, Harold biên dịch. London: HarperCollins. ISBN 978-0-00-255123-6.
- Trotsky: The Eternal Revolutionary, Free Press, 1996 ISBN 978-0-684-82293-8
- The Rise and Fall of the Soviet Empire: Political Leaders from Lenin to Gorbachev, HarperCollins Publishers, 1998 ISBN 978-0-00-255791-7
- Autopsy for an Empire: the Seven Leaders Who Built the Soviet Regime, Free Press, 1999 ISBN 978-0-684-87112-7